# Деллингсгаузен, Эдуард Николаевич
Барон Эдуа́рд Никола́евич Деллингсга́узен (нем. Eduard Julius Alexander Freiherr von Dellingshausen; 1863—1939) — эстляндский губернский предводитель дворянства в 1902—1918 годах, член Государственного совета по выборам, в должности гофмейстера.

## Биография
Лютеранин. Происходил из потомственных дворян Эстляндской губернии. Землевладелец той же губернии (родовые 3209 десятин). Сын барона Николая Ивановича Деллингсгаузена (1827—1896) и жены его Александрины фон Вейс-Ухтен (1837—1912). Внук генерал-лейтенанта И. Ф. Деллингсгаузена.
По окончании Ревельского домского училища в 1880 году поступил в Дерптский университет, где учился в течение четырёх лет, однако курса не окончил. В 1885 году отбывал воинскую повинность вольноопределяющимся в 3-м гусарском Елисаветградском полку. В 1885—1886 годах продолжал образование за границей — в Берлине и Мюнхене.
В 1887 году вернулся в Россию и занялся сельским хозяйством в своем имении Каттентак. В 1902 году был избран Эстляндским губернским предводителем дворянства и прослужил в этой должности 4 четырёхлетия. В 1906 году был пожалован в должность гофмейстера, а в 1911 году — получил чин действительного статского советника. Кроме того, состоял вице-председателем Эстляндского сельскохозяйственного общества, уездным заседателем Эстляндского дворянского сиротского суда (1899—1902), почётным мировым судьей Ревельско-Гапсальского округа (1904—1917), а также председателем попечительного совета Ревельского домского училища (1913—1918). Был членом «Союза 17 октября».
22 июня 1907 года избран членом Государственного совета от съезда землевладельцев Эстляндской губернии на место барона О. Р. Будберга, убитого революционерами. В 1909 году был переизбран, входил в группу центра. 30 апреля 1911 года отказался от звания члена Совета в связи с очередным избранием на должность губернского предводителя, однако уже 6 сентября был вновь избран в Государственный совет от съезда землевладельцев. В следующем году выбыл из его состава по жребию.
В 1914 году был привлечён к уголовной ответственности «за утайку своих лошадей от военно-конской мобилизации», приговорён к ограничению в правах состояния и к заключению в тюрьму. В конце января 1918 года около Гапсаля были задержаны два германских офицера. У них были изъяты петиции с просьбой к немецким войскам оккупировать Эстляндию. Подписи под этими петициями собирали при участии лютеранских пасторов и с ведома руководящих лиц прибалтийского дворянства (в том числе Э. фон Деллинсгаузена). Кроме того, органы новой советской власти знали, что фон Деллинсгаузен вёл переписку с немецкими властями, в частности, писал Вильгельму II. 23 января (5 февраля) 1918 года фон Деллинсгаузен был арестован и отправлен в Петроград, где помещён в «Кресты». Ревельским трибуналом был заочном приговорён к смертной казни, а многие представители балтийско-немецкого дворянства были высланы из Эстляндии в Красноярск и Екатеринбург. По условиям Брестского мира был отпущен в Эстляндию.
С 8 по 18 ноября 1918 года состоял председателем исполнительного комитета Балтийского герцогства, возникшего во время Гражданской войны. В декабре 1918 выехал в Германию. Жил в Кёнигсберге, Ганновере, Йене и Потсдаме. В 1919—1939 годах возглавлял Объединение коренных эстляндских дворян. Был избран почётным доктором юридических наук Университета Бреслау.
Скончался 9 июля 1939 года в Потсдаме. Похоронен на кладбище Haljala Cemetery в поселке Хальяла волости Хальяла Ляэне-Вирумаа.

## Семья
С 1896 года был женат на Александрине Йесс (1870—1953).

## Награды
- Орден Святого Станислава 2-й ст. (1905)
- Орден Святой Анны 2-й ст. (1908)
- Орден Святого Владимира 4-й ст. (1910)
- Орден Святого Владимира 3-й ст. (1912)
- Орден Святого Станислава 1-й ст. (1913)
- Орден Святой Анны 1-й ст. (1915)
- медаль «В память 300-летия царствования дома Романовых»